# 人吉城

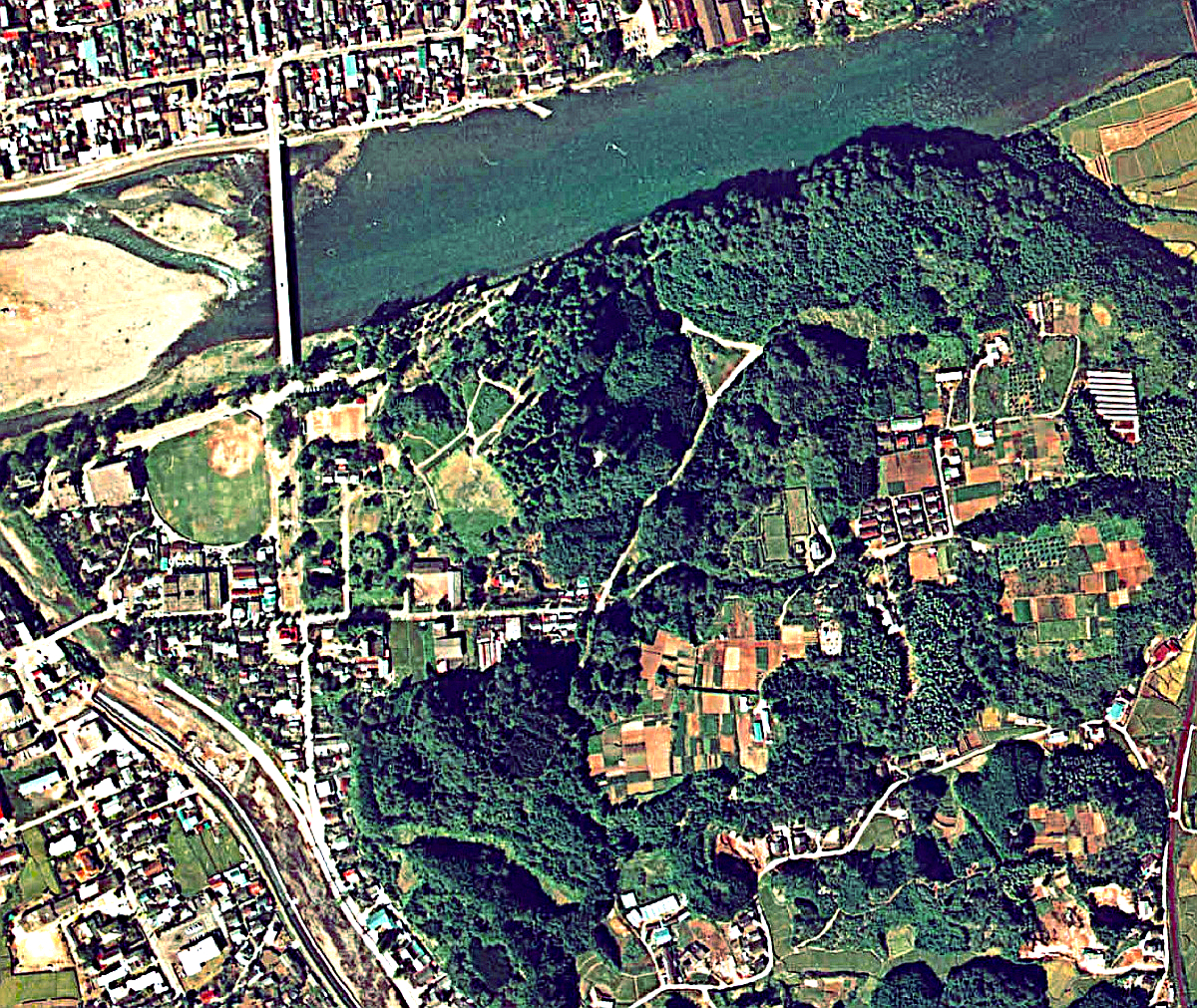
人吉城の航空写真
（1976年撮影）

人吉城（ひとよしじょう）は、熊本県人吉市麓町（旧・肥後国球磨郡人吉村）にあった日本の城（平山城）。相良氏が鎌倉時代に地頭として人吉荘に赴任して以来35代670年の長きにわたり在城し、江戸時代には人吉藩の藩庁であった。国の史跡に指定されている。

## 概要

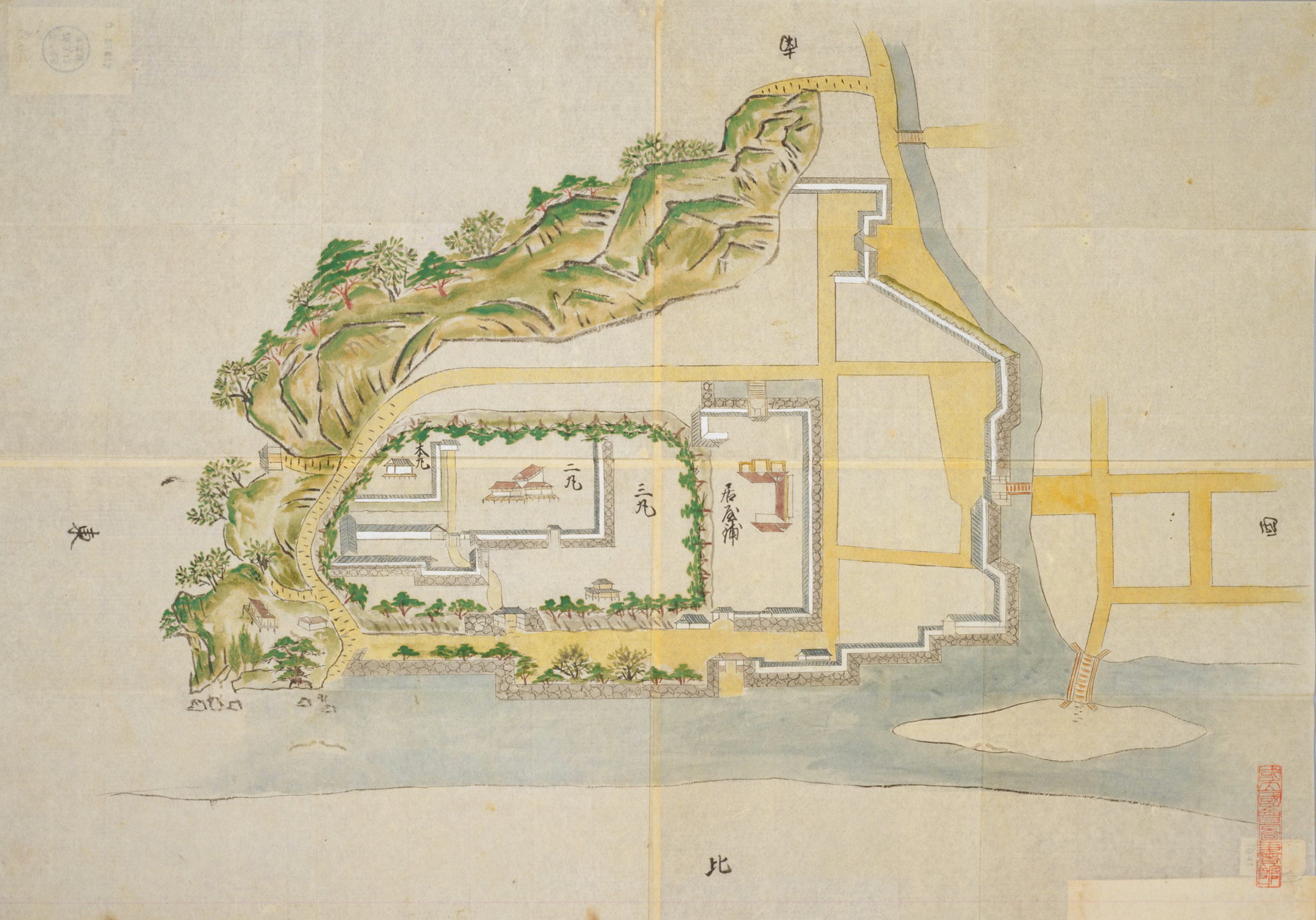
国立国会図書館所蔵『肥後国球麻城絵図』

人吉城は市内中央部を流れる球磨川の南側に位置し、球磨川とその支流胸川の合流点の山に築かれており、北側と西側は球磨川と胸川を天然の堀とし、東側と南側は山の斜面と崖を天然の城壁として、巧みに自然を利用している。球磨川沿いに三の丸を配し、その南に二の丸、さらに丘陵上に本丸が配されている、梯郭式の平山城である。本丸には天守は築かれず護摩堂があったといわれる。
中世には本丸から谷を挟んで、南・南東・東の丘に上原城・中原城・下原城という支城もあったとされるが、現在の城跡公園には含まれていない。
幕末に築かれた御館の石垣の一部には、ヨーロッパの築城技術である槹出工法（はねだしこうほう）を応用した「武者返し」と呼ばれる独特の石垣がある。この武者返しは城壁最上部に平らな石がやや突き出して積んであり、ねずみ返しのように城壁越えを阻止すると共に、上からなら割合簡単に落下できるようになっており、城壁に張り付いた敵への攻撃にも使えるようにしている。この城壁は日本の城では他に函館の五稜郭と龍岡城にしかない（城以外も含めればお台場にも見られる）珍しいもので、いずれも人吉城の石垣程の規模ではない。
この武者返しは球磨川に面した面が最も高く大きくなっているが、これは球磨川対岸の火事が飛び火した「寅助火事」で城郭が炎上したために、防火の意味ももたせたためである。
現在の城跡は「人吉城公園」として整備され櫓や塀が木造復元されている。また、城址の西側には相良護国神社がある。またかつては城内に野球のグラウンドと人吉市役所、市民会館があったが、熊本地震の被害を契機に移転、現在は人吉城歴史館と駐車場になっている。

## 歴史・沿革

### 鎌倉時代
源頼朝に仕えた遠江国相良荘国人の相良長頼は元久2年（1205年）肥後国人吉荘の地頭に任ぜられた。この地は平頼盛の家臣の矢瀬主馬佑が城を構え支配する所であった。主馬佑は長頼に反抗したため、鵜狩りと称して主馬佑を誘き寄せ謀殺した。これを悲しんだ主馬佑の母・津賀は恨みをもって自害し、亡霊となって祟ったという。後に三の丸には鎮魂の為に「お津賀の社」が建立された（現在は残っていない）。
長頼は主馬佑の城を拡張し人吉城の基礎を造った。築城の際、三日月型の模様の入った石が出土した。このため、この城の別名を「繊月城」「三日月城」とも言う。

### 戦国時代・安土桃山時代
戦国時代になると相良氏は球磨地方を統一する。しかし、家督問題で内訌が生じた後の大永6年（1526年）7月14日、日向真幸院を治める北原氏が率いた大軍（一向宗を率いていたともいわれる）により人吉城は包囲される。相良義滋は策を用いて北原氏を追い返し事なきを得たが、これが相良氏入城後の人吉城が他家に攻められた唯一の出来事となった。
その後、19代当主の相良義陽によって天正年間（1573年 - 1593年）より城の大改修が始められた。途中に度々改修の中断があり、22代頼寛の寛永16年（1639年）漸く近代城郭に生まれ変わった。
戦国時代の相良氏は南の島津氏や北原氏、北の名和氏や大友氏などに絶えず脅かされよく耐えていたが天正9年（1581年）に島津氏に降伏し臣従する。その後、義陽の子・相良頼房は天正15年（1587年）羽柴秀吉の九州征伐の際に奮戦するもこれに降伏、家臣・深水長智の交渉により再び独立領主として人吉城と領地を安堵された。
慶長5年（1600年）の関ヶ原の戦いでは当初は石田三成方（西軍）に付き伏見城などを攻めるが、本戦で石田方が敗れると徳川方（東軍）に内応し戦功を挙げ、徳川家康より2万2千石の領地を安堵された。

### 江戸時代
享和2年（1802年）には城内から出火、文久2年（1862年）2月には城下町の鍛冶屋から出火があり「寅助火事」と呼ばれる大火となった。この2度の火災で城は全焼した。その後、一部の建物が再建された。

### 近現代
明治4年（1871年）廃藩置県により廃城となった。1877年（明治10年）に起こった西南戦争では西郷隆盛軍の拠点となり戦闘が行われた。この際に幕末に再建された建造物も全焼したが、焼け残った堀合門が市内の民家に移築され現存する。
その後、城跡は人吉城公園として整備され、1961年（昭和36年）9月2日、国の史跡に指定された。
1989年（平成元年）隅櫓が復元された。1993年（平成5年）には大手門脇多聞櫓と続塀が復元された。
2005年（平成17年）人吉城歴史館が開館。施設内に石造り地下室の遺構が保存されている。
2006年（平成18年）4月6日、日本100名城（93番）に選定された。
2020年（令和2年）7月3日からの大雨（令和2年7月豪雨）のため、城址でも被害を受け、「施設設備復旧のため」人吉城歴史館が休館している。

## ギャラリー

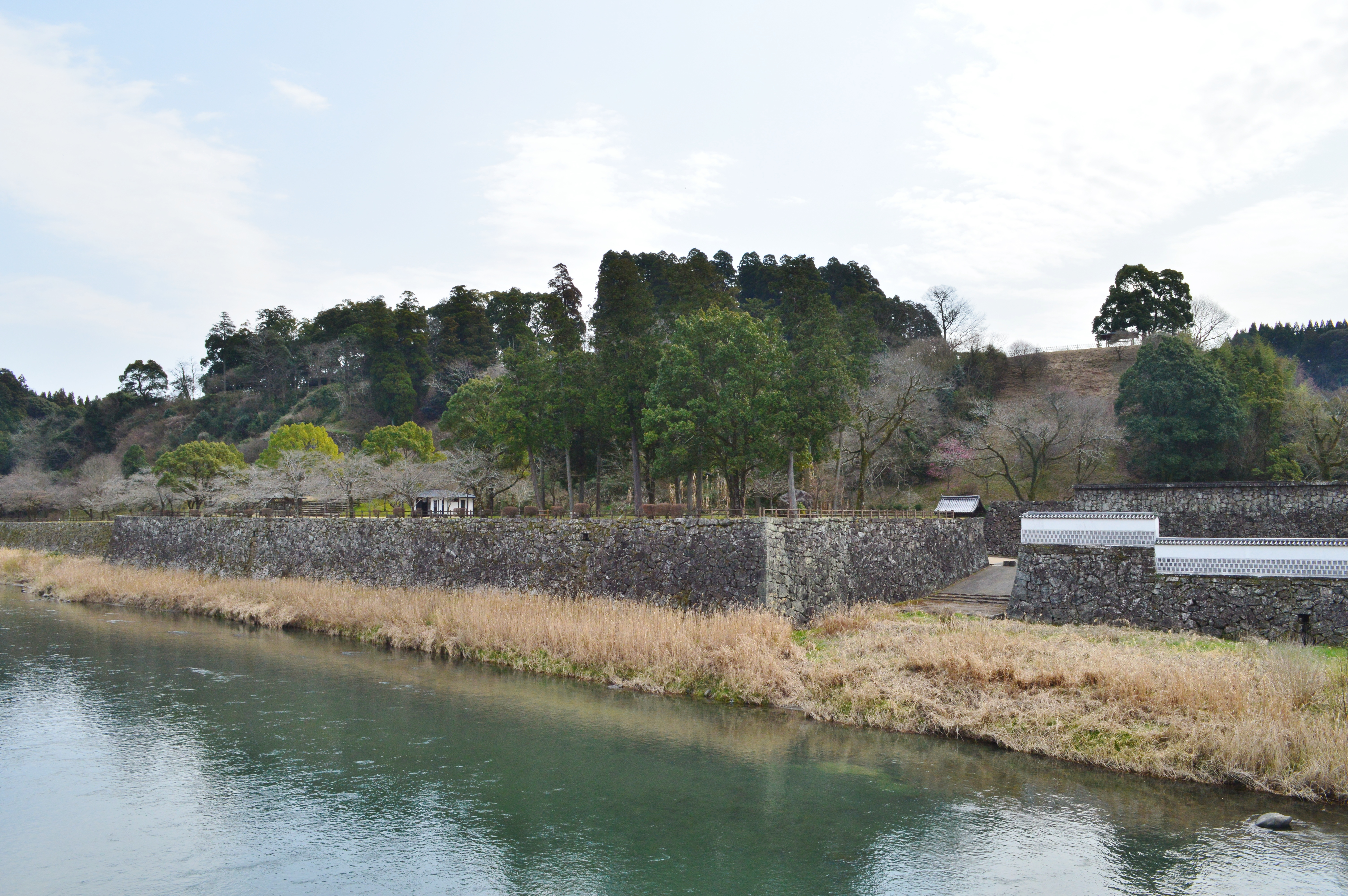
球磨川対岸からの遠景
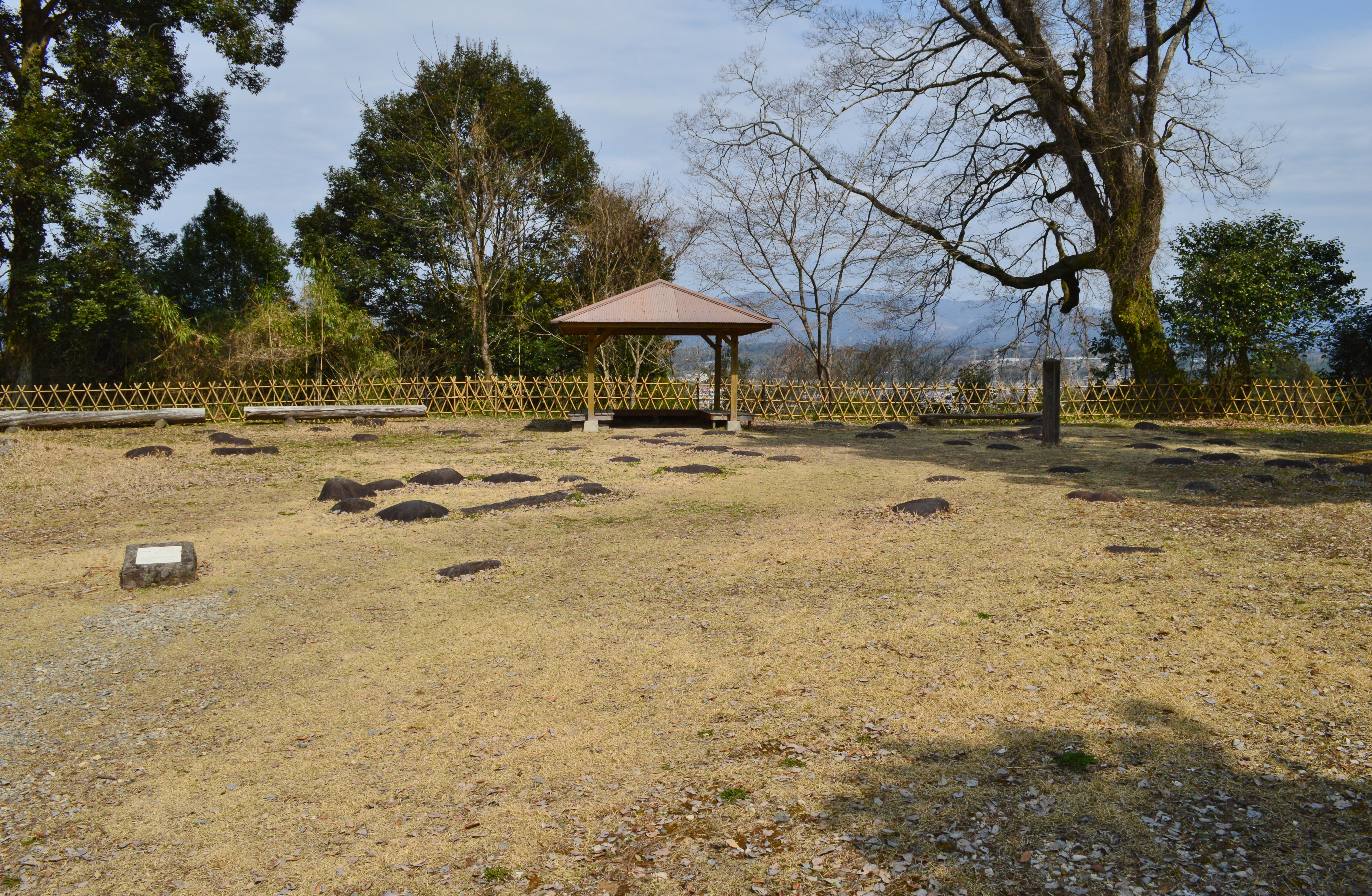
本丸
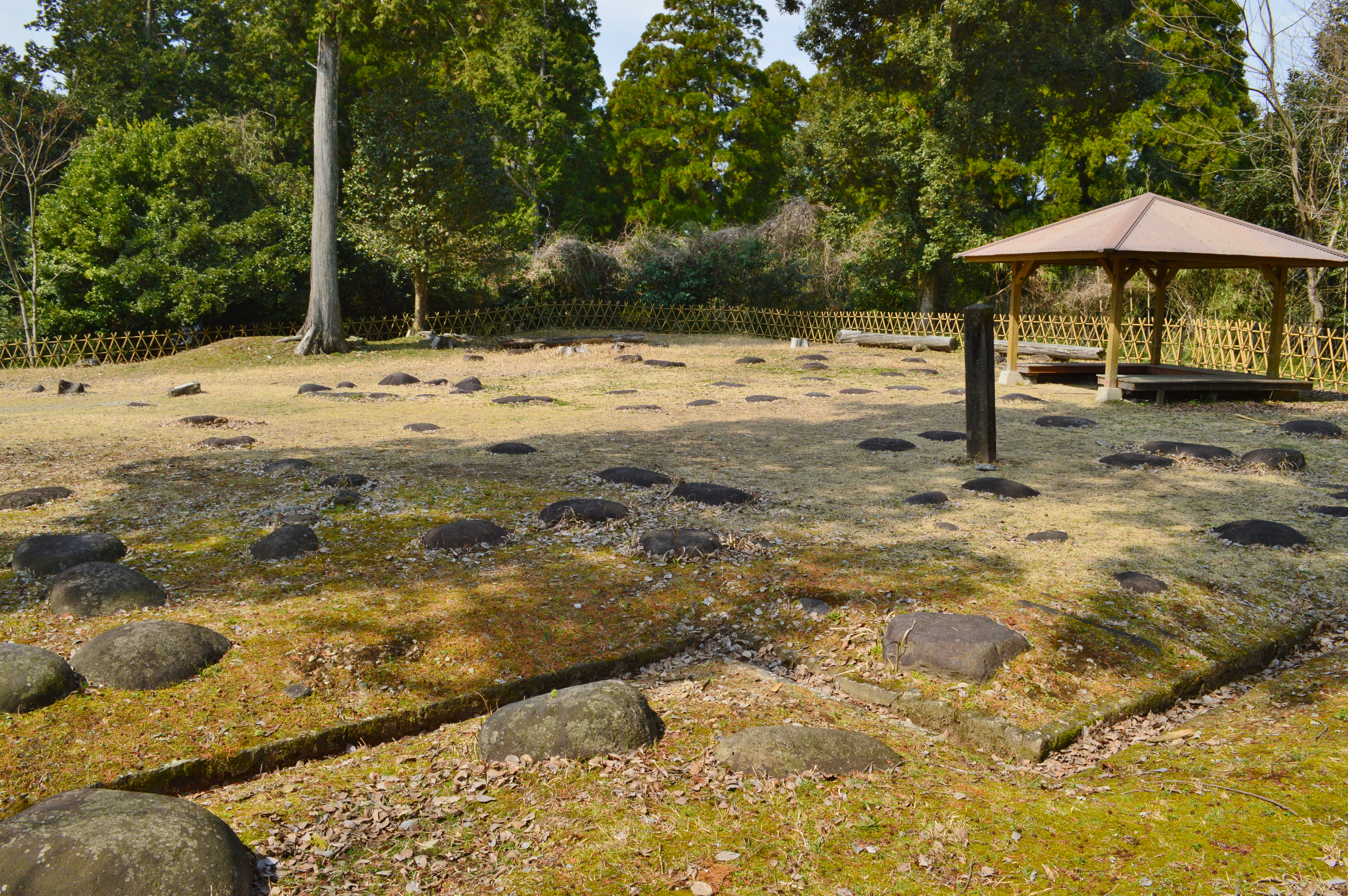
本丸の礎石群
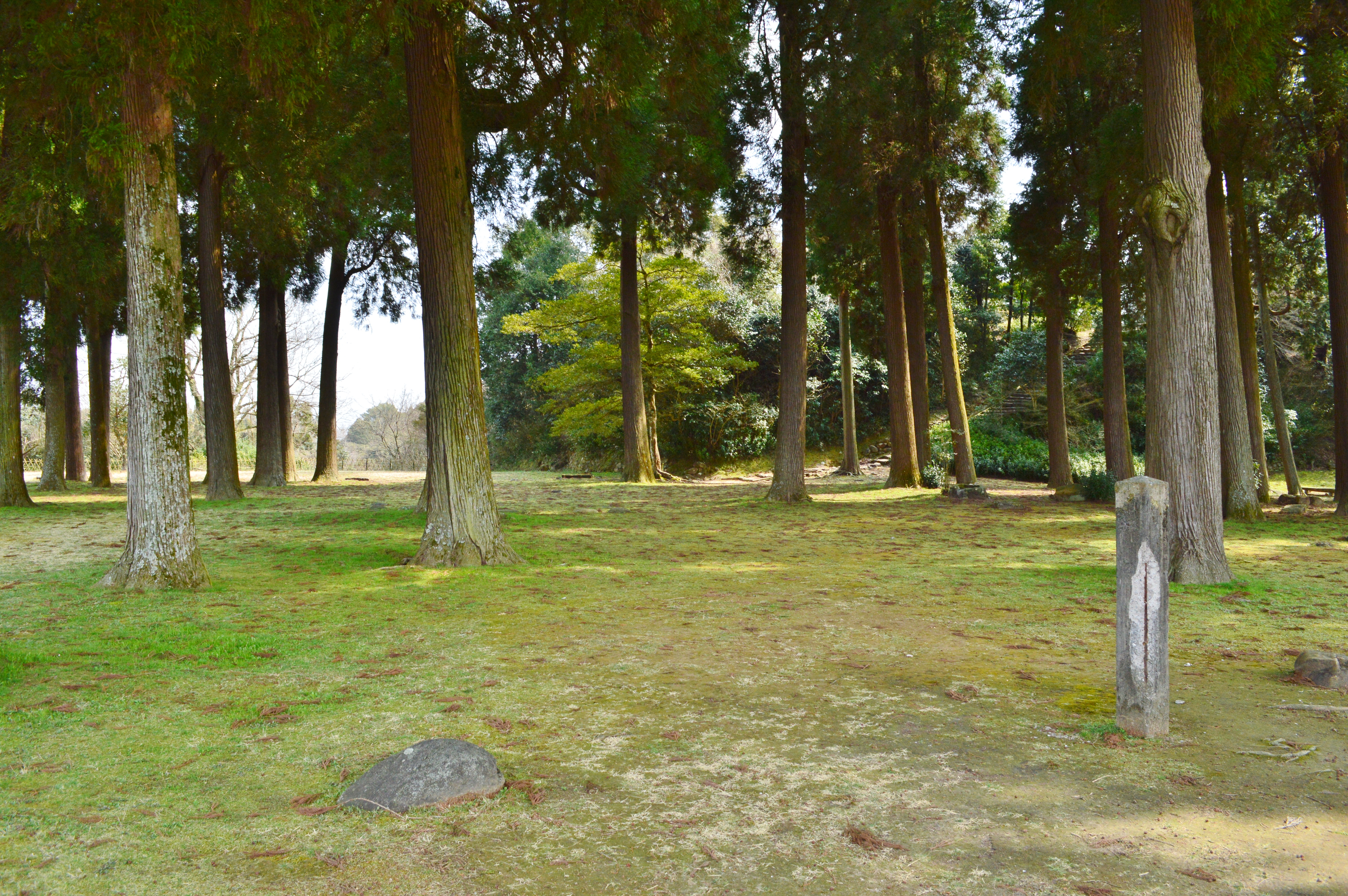
二の丸
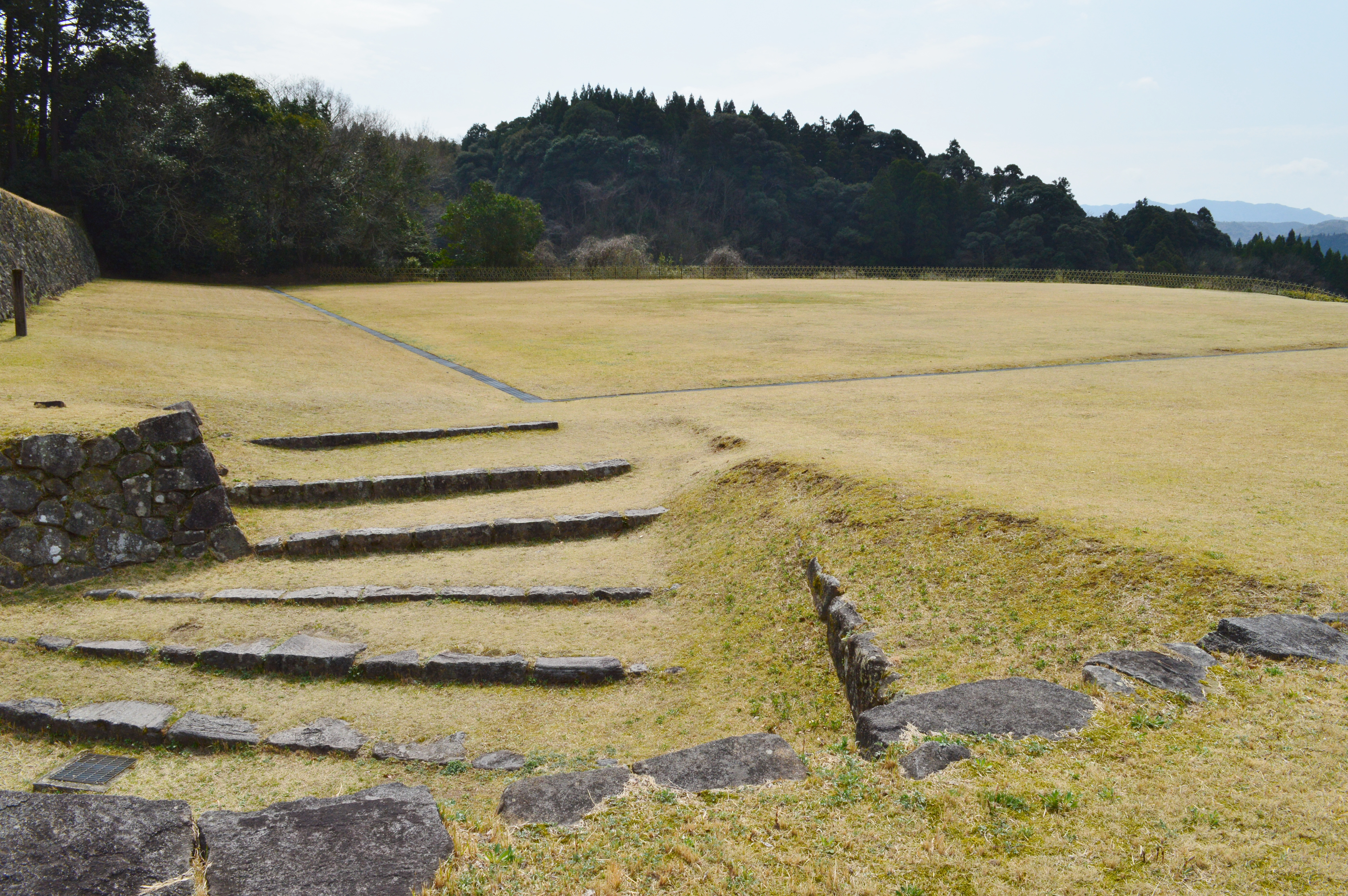
三の丸
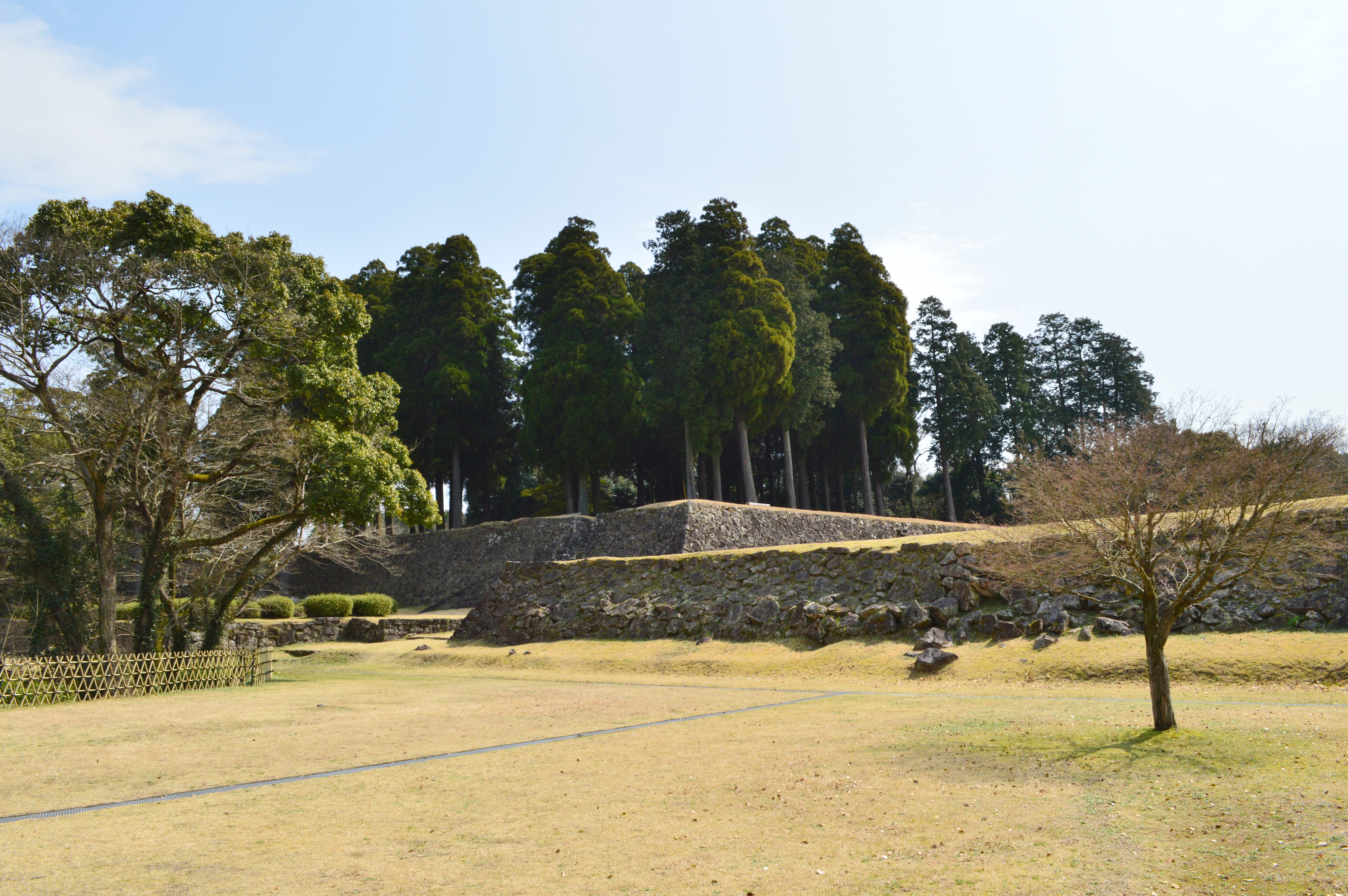
二の丸・三の丸石垣
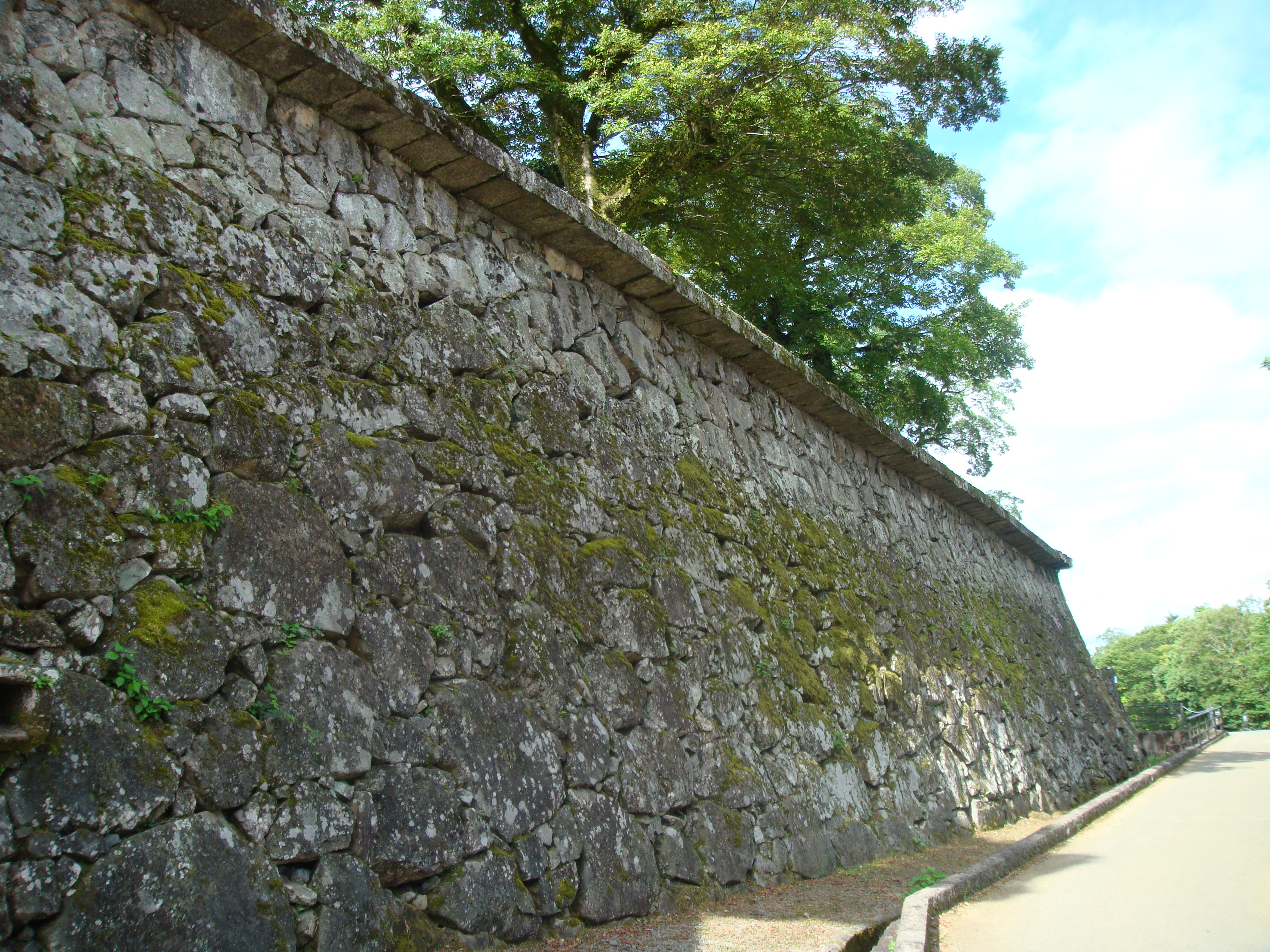
武者返し石垣
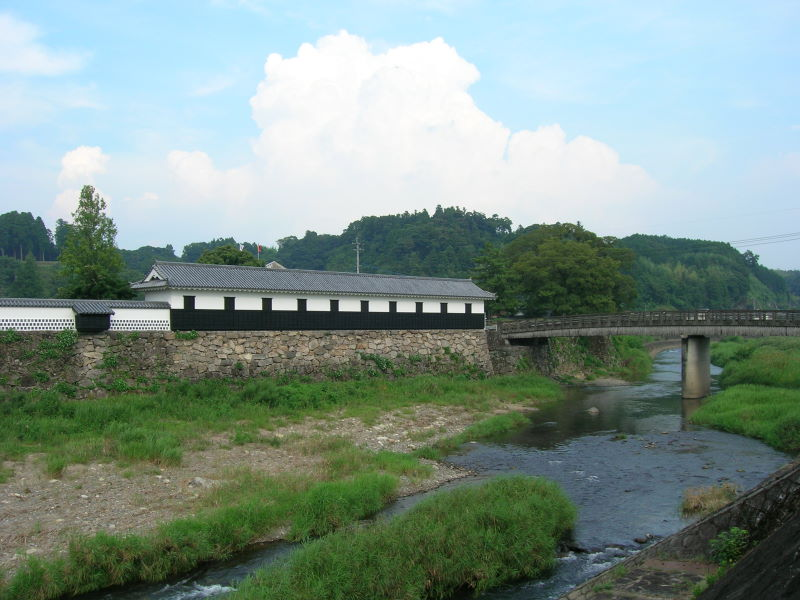
大手門多聞櫓
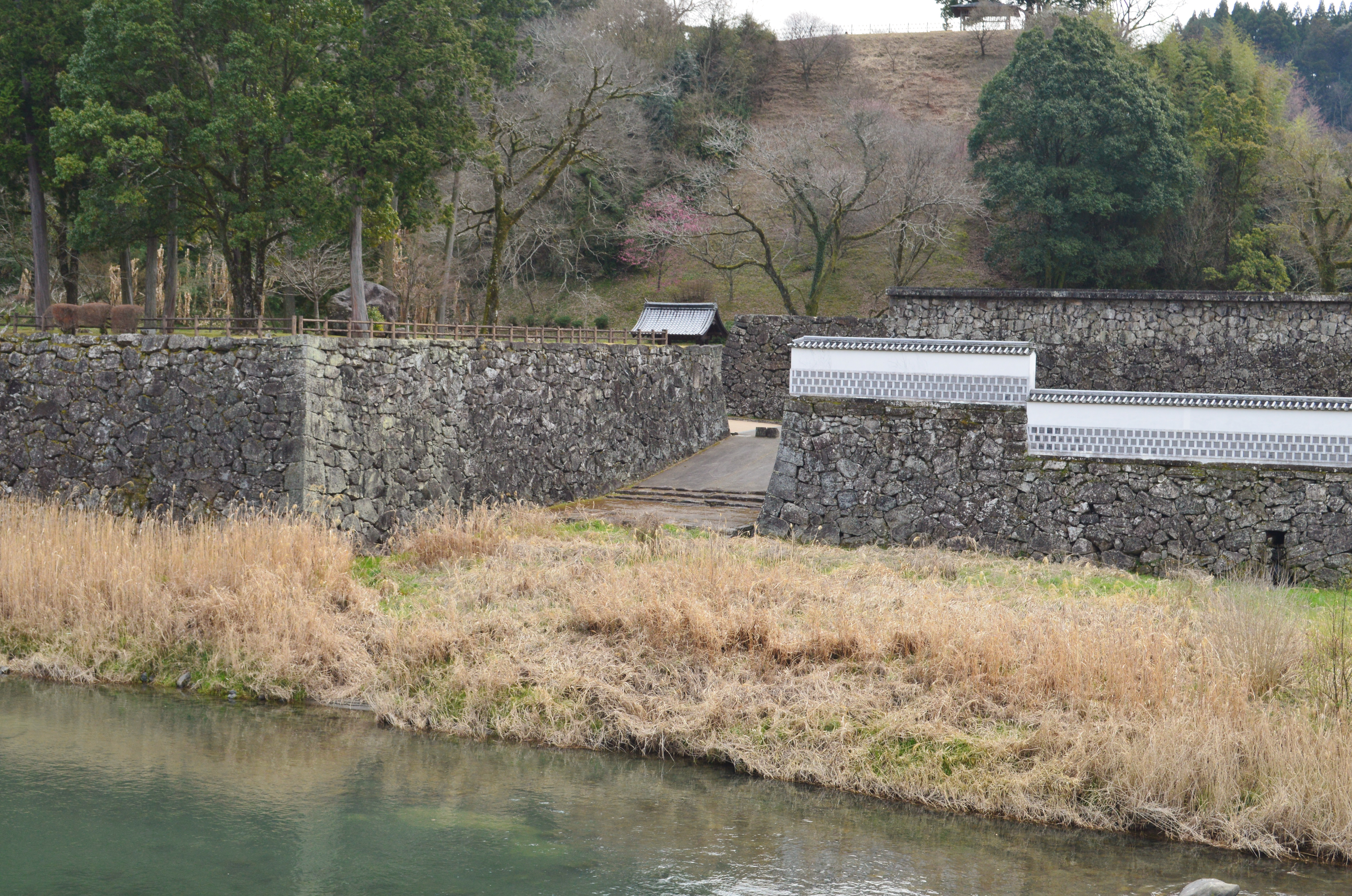
水手門

## 交通アクセス
- JR九州肥薩線人吉駅より九州産交バス頭地ゆき・湯前駅行きなどに乗車し「五日町」下車、徒歩9分（740m）。もしくはじゅぐりっと号に乗車し「新町」下車徒歩8分（資料館などにはより近い）もしくは「二日町」下車 徒歩10分。
- 九州自動車道人吉インターチェンジよりじゅぐりっと号に乗車し「新町」下車もしくは「二日町」下車。